# Berlesezetes ornatissimus
Berlesezetes ornatissimus är en kvalsterart som först beskrevs av Berlese 1913.  Berlesezetes ornatissimus ingår i släktet Berlesezetes och familjen Microzetidae.

## Underarter
Arten delas in i följande underarter:
- B. o. ornatissimus
- B. o. appalachicola
- B. o. mirus
- B. o. orkneyensis